# Kanton Le Coudray-Saint-Germer
Der Kanton Le Coudray-Saint-Germer war bis 2015 ein französischer Kanton im Arrondissement Beauvais, im Département Oise und in der Region Picardie; sein Hauptort war Le Coudray-Saint-Germer. Vertreter im Generalrat des Départements war zuletzt von 2001 bis 2015 Jean-Louis Aubry.
Der Kanton Le Coudray-Saint-Germer war 203,10 km² groß und hatte (2006) 15.117 Einwohner, was eine Bevölkerungsdichte von 74 Einwohnern pro km² entsprach. Der Kanton lag im Mittel auf 149 Meter über Normalnull, zwischen 56 Meter in Sérifontaine und 236 Meter in Le Vauroux.

## Gemeinden
Der Kanton bestand aus 18 Gemeinden:
| Gemeinde                | Einwohner Jahr | Fläche km² | Bevölkerungsdichte | Code INSEE | Postleitzahl |
| ----------------------- | -------------- | ---------- | ------------------ | ---------- | ------------ |
| Blacourt                | 618 (2013)     | –          | – Einw./km²        | 60073      | 60650        |
| Le Coudray-Saint-Germer | 933 (2013)     | –          | – Einw./km²        | 60164      | 60850        |
| Cuigy-en-Bray           | 991 (2013)     | –          | – Einw./km²        | 60187      | 60850        |
| Espaubourg              | 520 (2013)     | –          | – Einw./km²        | 60220      | 60650        |
| Flavacourt              | 675 (2013)     | –          | – Einw./km²        | 60235      | 60590        |
| Hodenc-en-Bray          | 497 (2013)     | –          | – Einw./km²        | 60315      | 60650        |
| Labosse                 | 447 (2013)     | –          | – Einw./km²        | 60331      | 60590        |
| Lachapelle-aux-Pots     | 1.577 (2013)   | –          | – Einw./km²        | 60333      | 60650        |
| Lalande-en-Son          | 679 (2013)     | –          | – Einw./km²        | 60343      | 60590        |
| Lalandelle              | 460 (2013)     | –          | – Einw./km²        | 60344      | 60850        |
| Puiseux-en-Bray         | 418 (2013)     | –          | – Einw./km²        | 60516      | 60850        |
| Saint-Aubin-en-Bray     | 1.036 (2013)   | –          | – Einw./km²        | 60567      | 60650        |
| Saint-Germer-de-Fly     | 1.745 (2013)   | –          | – Einw./km²        | 60577      | 60850        |
| Saint-Pierre-es-Champs  | 688 (2013)     | –          | – Einw./km²        | 60592      | 60850        |
| Sérifontaine            | 2.922 (2013)   | –          | – Einw./km²        | 60616      | 60590        |
| Talmontiers             | 726 (2013)     | –          | – Einw./km²        | 60626      | 60590        |
| Le Vaumain              | 350 (2013)     | –          | – Einw./km²        | 60660      | 60590        |
| Le Vauroux              | 508 (2013)     | –          | – Einw./km²        | 60662      | 60390        |